# 松本夏空
松本 夏空（まつもと そら、1990年7月2日 - ）は、日本の元タレント。活動当時はレプロエンタテインメントに所属し、主にファッションモデル、女優、グラビアモデルとして活動した。兵庫県西宮市出身。

## 略歴
2001年、ファッション雑誌『ニコラ』（新潮社）のレプロ（当時レヴィプロダクションズ）モデルオーディションに応募・合格。2002年、『Parky Party』（テレビ東京）でテレビデビューを果たす。2003年から2005年まで『CANDy』（白泉社）の専属モデルを務め、2005年からは『ウチスタCollection』（フジテレビ）にレギュラー出演していた。
2006年、映画『着信アリfinal』で本格的な女優デビューを果たす。2007年には、『BOYSエステ』（テレビ東京）でドラマデビューも果たした。2008年、『週刊ヤングジャンプ』（集英社）のセイコレ☆ジャパンGirls編で準グランプリを受賞した。
活動当時はオフィシャルブログが設けられていたが、2010年7月8日の更新を最後にブログへの書き込みがなくなり、後にブログ自体が削除。また、所属事務所公式サイトにあったプロフィールページも削除されている。

## 人物
趣味・特技はソフトボール、バスケットボール。
同じく『CANDy』のモデルを務めていた森絵梨佳や岡本奈月とは、プライベートでも交流が深かった。彼女たちとは、高見沢俊彦がプロデュースしたアイドルユニット・Doll's Voxのメンバー同士でもあった。

## 出演

### テレビ番組
- Parky Party（2002年 - 2003年、テレビ東京）
- ジェイチェキ（2003年・2004年、エンタ!371）
- SDM発i（2004年、フジテレビ）
- CS発!美少女箱（2004年、フジテレビ721）
- ウチスタCollection（2005年 - 2007年、フジテレビ）
- 勝利の女神〜3rdSTAGE〜（2008年、チバテレビ）
- 半熟ガール〜そらあみアワー（2009年、エンタ!371）

### テレビドラマ
- BOYSエステ（2007年、テレビ東京） - 東鳩花江 役
- 仮面ライダー電王 第41話・第42話（2007年11月18日・25日、テレビ朝日） - 葉月翔子 役
- 学校じゃ教えられない!（2008年、日本テレビ）

### ビデオ
- メゾン・ド・ヒミコ DVD特典オリジナルショートムービー「懲戒免職」（2005年、アスミック・エース/角川映画）

### 映画
- 着信アリFinal（2006年、東宝） - 及川美保 役

### CM
- 三ツ矢サイダー（2005年、アサヒ飲料）
- VMA.J '06（2006年、MTV）
- 蒟蒻畑（2007年、マンナンライフ）
- ONE☆DRAFT アルバム告知（2008年、ソニー・ミュージックアソシエイテッドレコーズ）

### PV
- WISE`N'SONPUB「DEPERTURE」（2005年）

## スチールモデル

### 雑誌
- CANDy（2003年 - 2005年、白泉社） - 専属モデル

### カタログ
- tsumori chisato SLEEP for GIRL（2003年秋・冬、ワコール）
- Fancy POCKET GIRL'S（2004年・2006年、サン宝石）
- picomo（2004年、千趣会）
- haco.（2005年、フェリシモ）
- ティーンズセシール冬号（2005年、セシール）

### CDジャケット
- スピッツ『スーベニア』CDジャケット（2005年、ユニバーサルミュージック）

## 作品

### CD
- Doll's Vox「夢見るオモチャ箱〜恋するDancing Doll」（2005年8月10日発売）

### DVD
- U-15 Films『卒業』（2006年）
- SORAIRO（2007年）
- 恋のかたち（2008年、リバプール アイドルニッポン!!レーベル）
- 君からの手紙（2009年、リバプール アイドルニッポン!!レーベル）

### 写真集
- SORAIRO（2007年11月、彩文館出版、撮影：福島裕二）ISBN 978-4775602621